# 遠藤伸久
遠藤 伸久（えんどう のぶひさ、1957年11月5日 - ）は、千葉県旭市出身の元プロ野球選手（投手）。

## 来歴・人物
市立銚子高では2年生の時、1974年の秋季関東大会県予選準々決勝で千葉商からノーヒットノーランを記録。県予選決勝に進出するが小川淳司を擁する習志野高に敗退。翌1975年夏の甲子園県予選でも準決勝に進むが、君津高に敗れた。1年上のチームメートに石毛宏典、同期には投の二本柱であった銚子洋二（早大、銚子利夫の兄）がいた。
本格派左腕と期待され、1975年オフにドラフト外で阪神タイガースへ入団。なかなか一軍に上がれなかったが、プロ5年目に永射保、村田辰美らの投法をヒントに、フォームをオーバースローからサイドスローに改造。1981年には中継ぎとして6試合に起用されたが、その後は登板機会に恵まれず1982年限りで引退した。
ストレート、打者胸元に食い込むシュート、大小のものに加えて横にスライダー気味に流れる3種類のカーブを駆使した。
息子は、2005年の全国高等学校野球選手権に銚子商業高のエースとして出場した。

## 詳細情報

### 年度別投手成績
| 年 度     | 球 団     | 登 板 | 先 発 | 完 投 | 完 封 | 無 四 球 | 勝 利 | 敗 戦 | セ 丨 ブ | ホ 丨 ル ド | 勝 率 | 打 者 | 投 球 回 | 被 安 打 | 被 本 塁 打 | 与 四 球 | 敬 遠 | 与 死 球 | 奪 三 振 | 暴 投 | ボ 丨 ク | 失 点 | 自 責 点 | 防 御 率 | W H I P |
| --------- | --------- | ----- | ----- | ----- | ----- | -------- | ----- | ----- | -------- | ----------- | ----- | ----- | -------- | -------- | ----------- | -------- | ----- | -------- | -------- | ----- | -------- | ----- | -------- | -------- | ------- |
| 1981      | 阪神      | 6     | 0     | 0     | 0     | 0        | 0     | 0     | 0        | --          | ----  | 22    | 5.0      | 6        | 2           | 2        | 0     | 0        | 4        | 0     | 0        | 4     | 4        | 7.20     | 1.60    |
| 通算：1年 | 通算：1年 | 6     | 0     | 0     | 0     | 0        | 0     | 0     | 0        | --          | ----  | 22    | 5.0      | 6        | 2           | 2        | 0     | 0        | 4        | 0     | 0        | 4     | 4        | 7.20     | 1.60    |

### 記録
- 初登板：1981年4月4日、対ヤクルトスワローズ1回戦（明治神宮野球場）、6回裏2死から3番手で救援登板、2/3回無失点

### 背番号
- 45 （1976年 - 1982年）